# Glacial uppslitning
Glacial uppslitning är typ av glacialerosion som beskrevs 2020. Processen innebär att en glaciär genom isen tyngd och rörelser kan fragmentisera, slita isär och flytta ett stycke berggrund. Processen kan fungera som en förklaringsmodell för uppkomsten av vissa blockfält, till exempel vid Bodagrottorna i Hälsingland, och andra landskapsformationer, som vissa områden med mycket flacka bergytor, till exempel vid Nordkroken i Västergötland.